# Appasus
Appasus is een geslacht van wantsen uit de familie reuzenwaterwantsen (Belostomatidae). Het geslacht werd voor het eerst wetenschappelijk beschreven door Charles Jean-Baptiste Amyot en Jean Guillaume Audinet-Serville in 1843.

## Soorten
Het genus bevat de volgende soorten:

- Appasus ampliatus (Montandon, 1914)
- Appasus capensis (Mayr, 1871)
- Appasus capensis Mayr, 1871
- Appasus grassei (Poisson, 1937)
- Appasus japonicus Vuillefroy, 1864
- Appasus kjellanderi (Menke, 1962)
- Appasus lewisi Scott, 1874
- Appasus major (Esaki, 1934)
- Appasus nepoides (Fabricius, 1803)
- Appasus procerus (Gerstaecker, 1873)
- Appasus quadrivittatus Bergroth, 1893
- Appasus severini Montandon, 1897
- Appasus stappersi (Montandon, 1916)
- Appasus urinator Dufour, 1863
- Appasus wittei (Poisson, 1949)